# Lucía Alberti
Lucía Teresa Alberti (Buenos Aires, 13 de diciembre de 1944) es una militante feminista y política argentina.
Es dirigente de la Unión Cívica Radical.
Fue diputada nacional por la UCR (1985-1989),
dirigente de la APDH (Asamblea Permanente por los Derechos Humanos), y
presidenta de la asociación Mujeres por la Paz, el Desarrollo y la Igualdad.
Actualmente es presidenta de la ANUA (Asociaciones pro Naciones Unidas de América Latina).

## Biografía
Entre mediados de 1971 y diciembre de 1975 fue miembro del Comité Capital de la Juventud Radical Revolucionaria. Fue una de las conductoras de la JRT (Juventud Radical Trabajadora) dentro de la JRR (Juventud Radical Revolucionaria).[cita requerida] La JRR terminó siendo la única organización no peronista ni comunista.
Cuando en septiembre de 1983 ―en los finales de la última dictadura cívico-militar en Argentina (1976-1983)― se puso una bomba en la sede del diario El Porteño, Lucía Alberti envió una carta de adhesión como presidenta de la sección 25 de la UCR.
En esa época, Alberti fundó la ANUA (Asociación pro Naciones Unidas de Argentina).
Desde esa ONG ha organizado conferencias interdisciplinarias centradas en temas como el nuevo feminismo, el trabajo esclavo en Argentina, y la trata de personas, acerca de los nuevos paradigmas contra el crimen organizado, con la colaboración de los doctores Hernán Alarcón, Hugo Bauché y Gustavo Indovino, patrocinado por la embajada de Francia en Argentina, y llevado a cabo en el Senado de la Nación Argentina. Consultado el 13 de marzo de 2013.</ref>
Con la vuelta de la democracia, fue nombrada administradora del cementerio de la Chacarita. Entre 1985 y 1989 fue diputada nacional por la Capital Federal, postulada por la rama MC (Mesa Coordinadora) del Partido Radical, junto con sus compañeros
Jorge Vanossi,
Norma Allegrone,
Marcelo Stubrin,
Carlos Bello (barrabrava del club de fútbol Boca Juniors e incondicional de Alberti),
José Domingo Canata y
Ariel Puebla.
Hasta septiembre de 2000 fue directora general del Centro por la Participación y el Control Ciudadano del Gobierno de la Ciudad de Buenos Aires.
Es miembro del grupo Another World is Possible.
Se encuentra casada y tiene tres hijos.